# Моперше, Анри
Анри Моперше (фр. Henri Mauperché; 1602[…], Париж — 26 декабря 1686, Париж) — французский художник-пейзажист.
Родился в Париже. Учился живописи в родном городе у Даниэля Рабеля, с 1634 году проживал в Риме, где круг его общения составляли художники-французы Себастьян Бурдон, Луи Булонь Старший и другие.
В 1639 году вернулся в Париж и вскоре получил заказ от кардинала Ришелье на росписи нескольких помещений в его дворце, включая парадный вестибюль и караульное помещение для гвардейцев.
В 1645 году художник женился на Мадлен Арно. В 1646—1647 годах он вместе с Пьером Пателем и рядом других работал над украшением интерьеров дворца Ламбер в Париже. В 1648 году стал действительным членом Королевской академии живописи и скульптуры, в 1655 году — профессором там же. В дальнейшем занимался украшением интерьеров в личных апартаментах Анны Австрийской в королевском дворце в Фонтенбло. В 1671 году овдовел, в 1686 году по болезни был освобождён от преподавания в Академии. В том же году скончался и был похоронен на кладбище Сен-Поль.
Среди его учеников был художник-пейзажист Этьен Аллегрен (1644—1736).

## Галерея

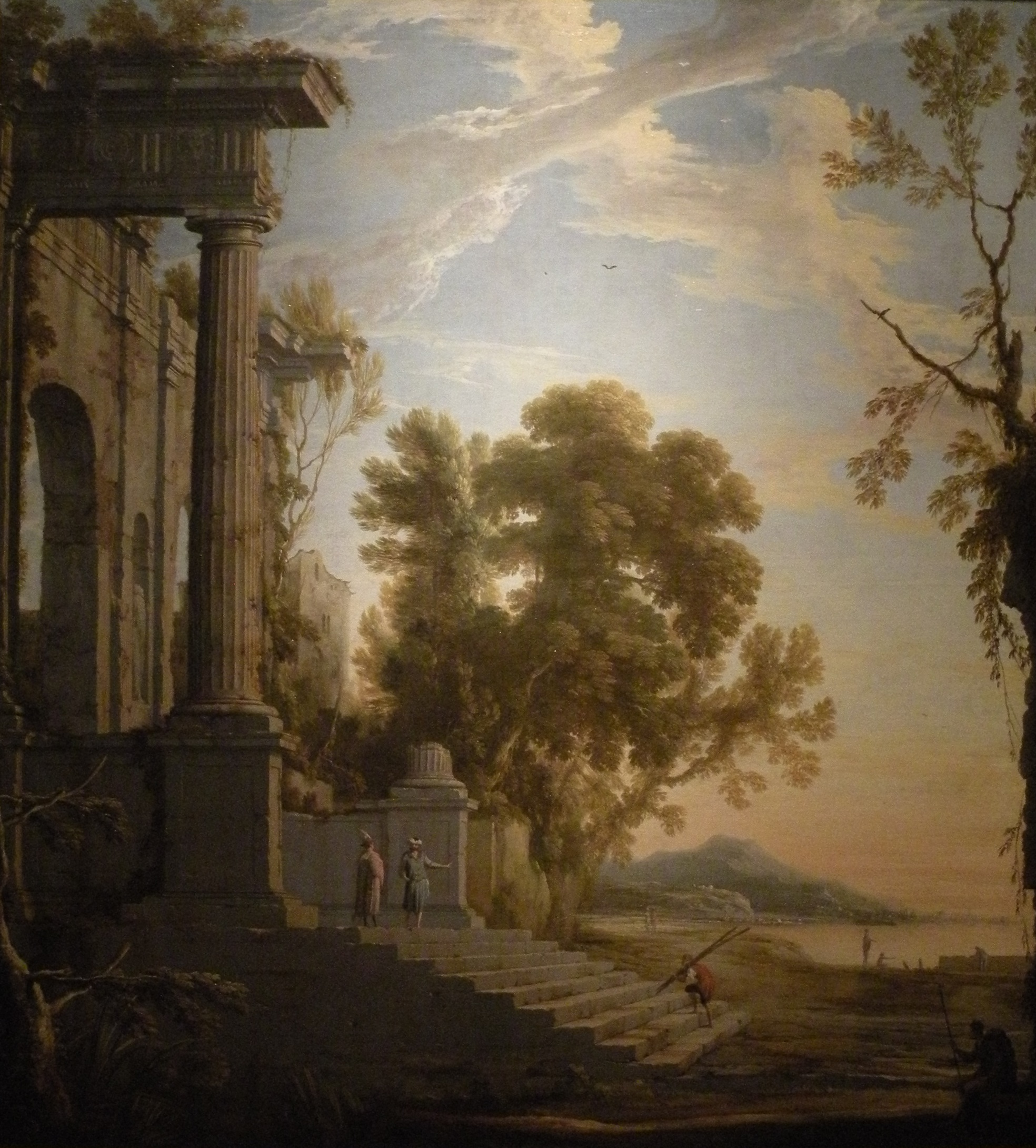
Пейзаж с разрушенным дворцом. Музей изящных искусств Ренна, Ренн, Франция
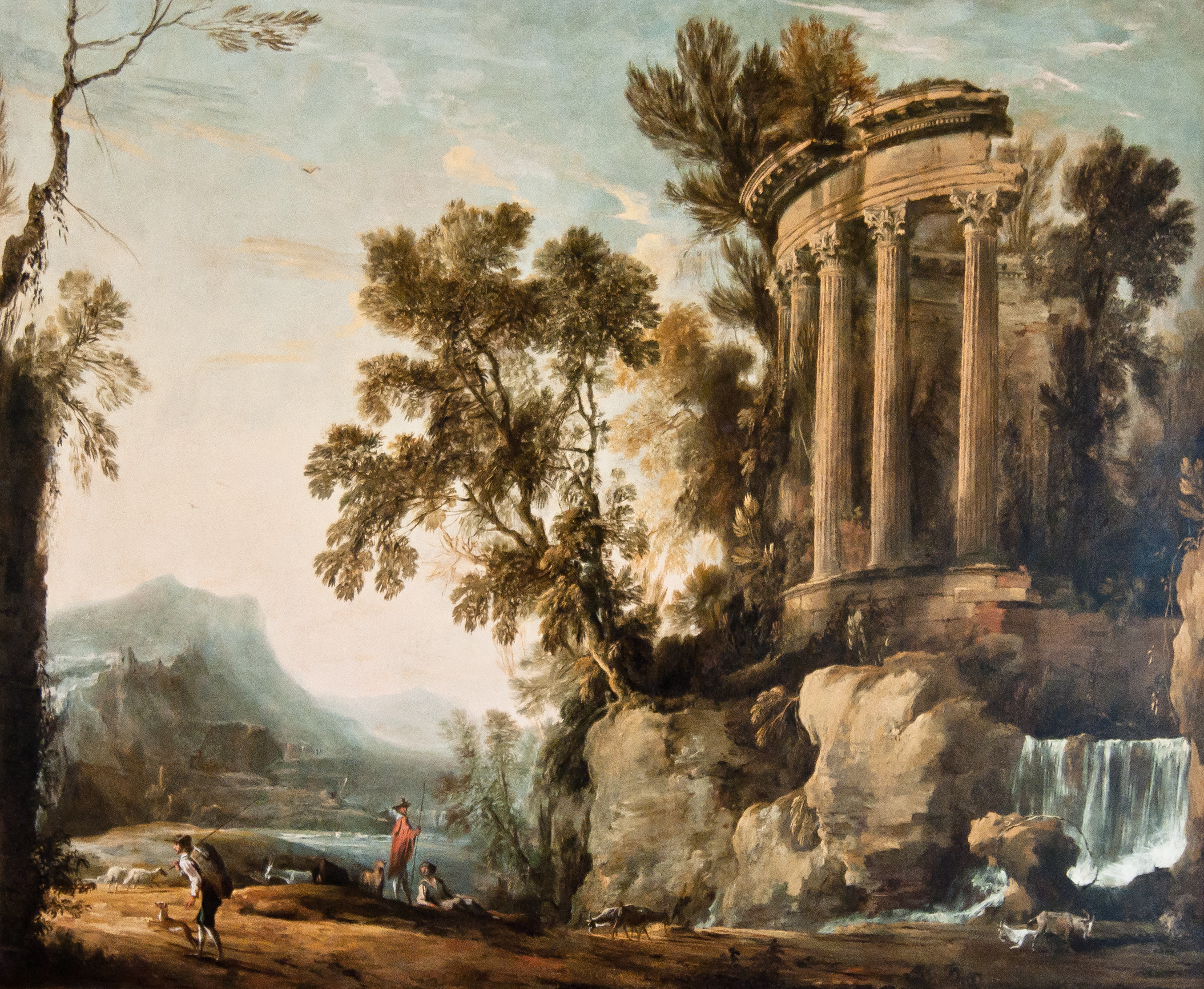
Пейзаж с храмом Сибиллы в Тиволи. Музей Боссуэ, Мо, Франция
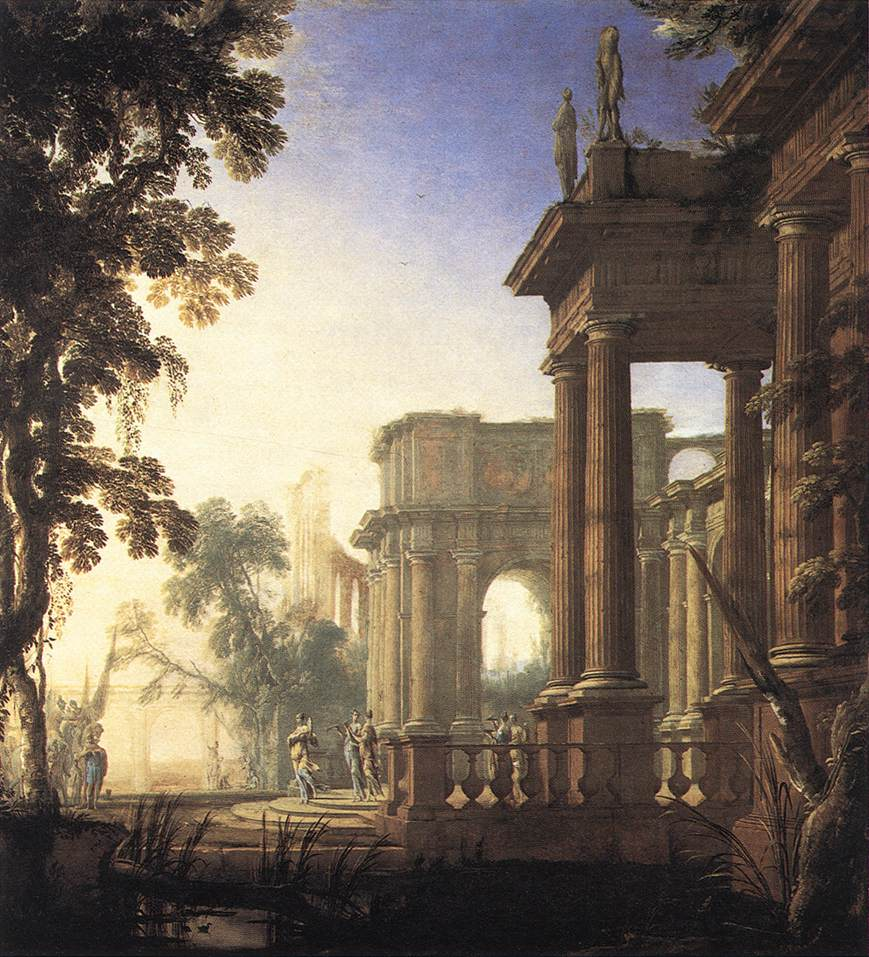
Пейзаж с Иеффаем и его дочерями. Бирмингемский музей, Бирмингем, Великобритания
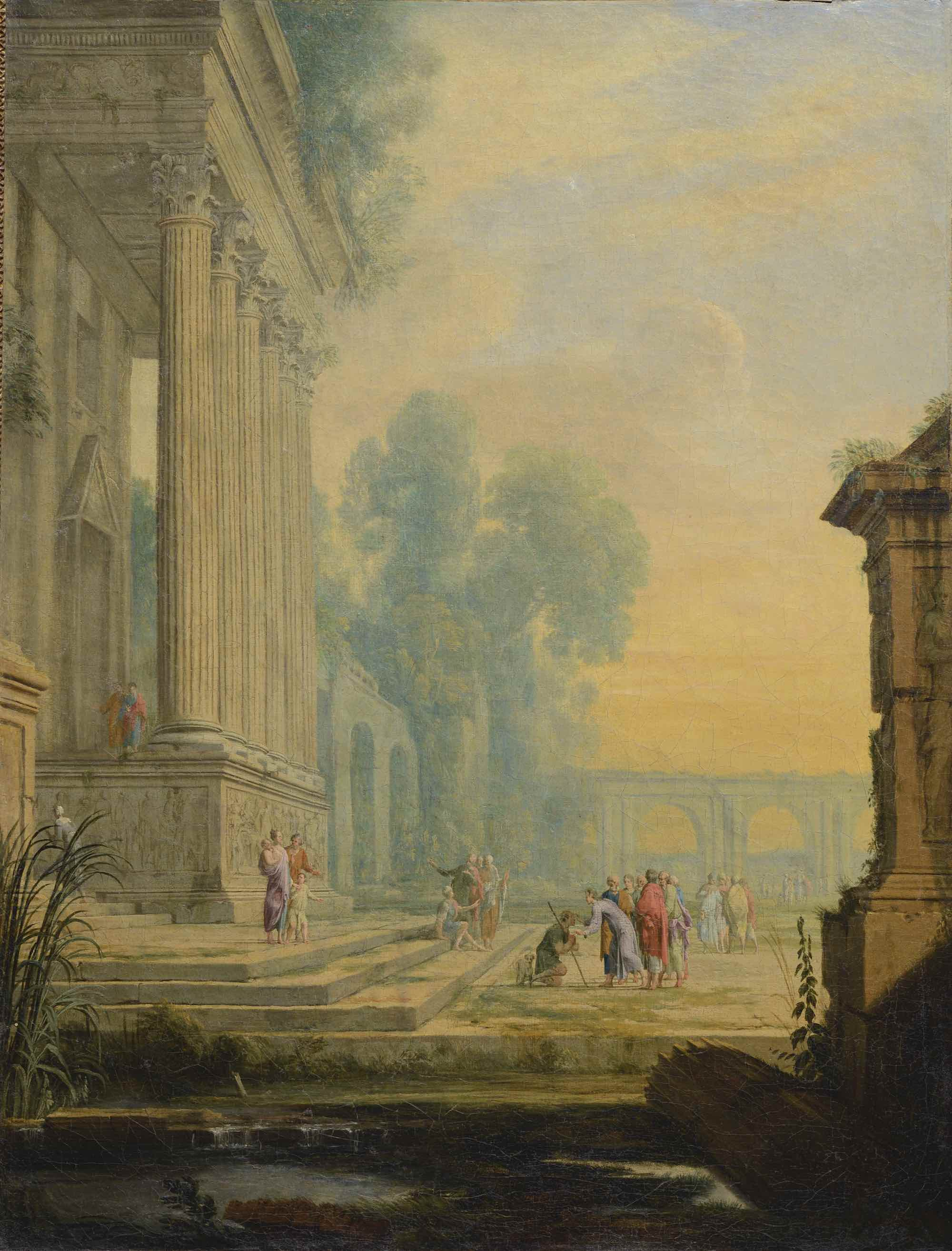
Пейзаж с Иисусом Христом, исцеляющим слепого. Выставлялся в музее Великолепного века Франции в Сен-Клу
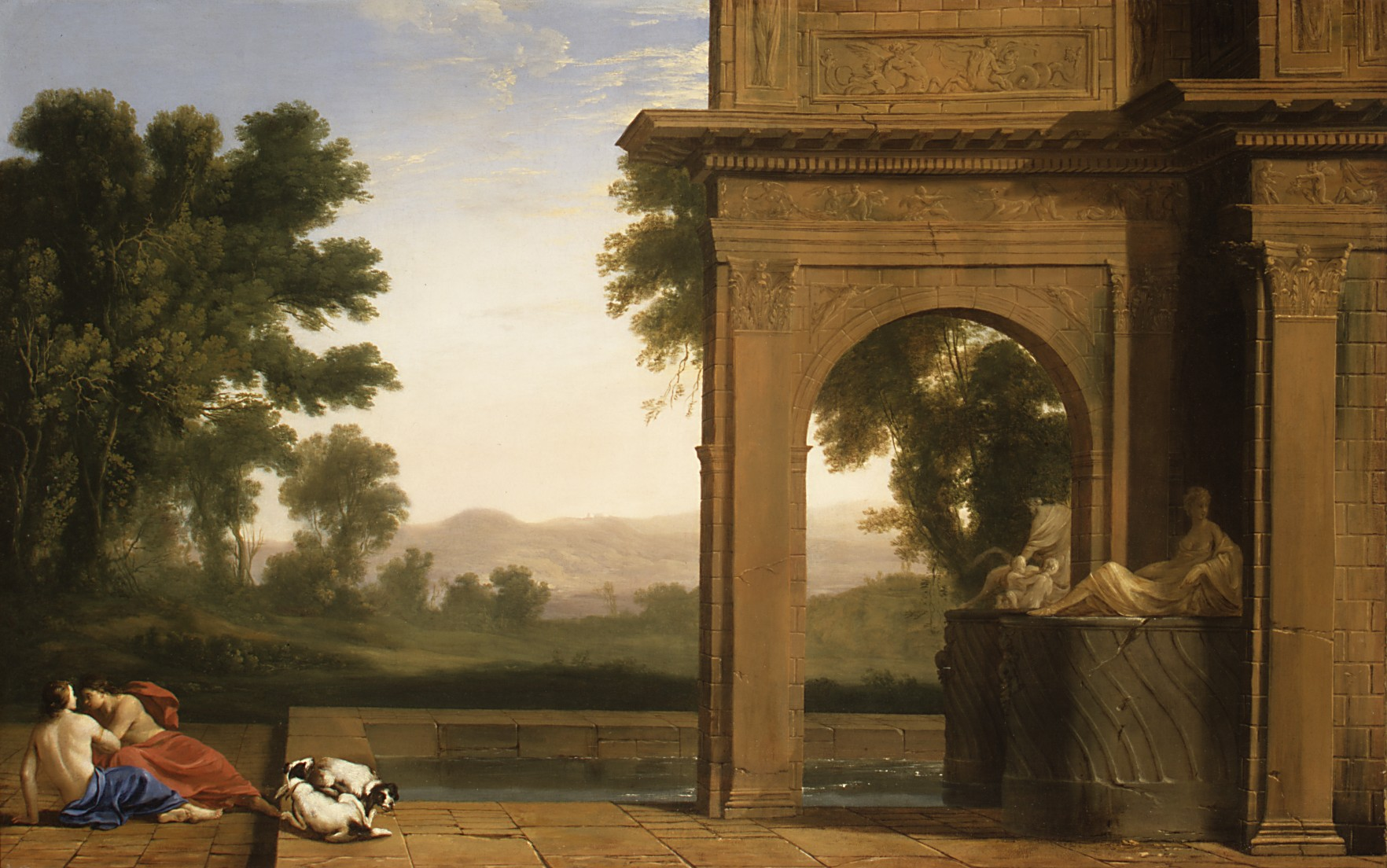
Пейзаж с неустановленным сюжетом. Метрополитен-музей, Нью-Йорк
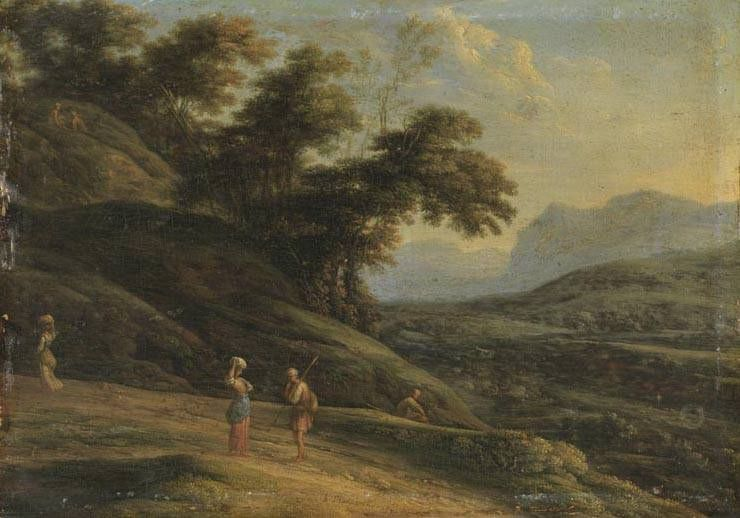
Сельский пейзаж. Баварские государственные собрания картин, Германия